# Larry J. Blake
Larry J. Blake (New York, 24 aprile 1914 – Los Angeles, 25 maggio 1982) è stato un attore statunitense, sempre accreditato e menzionato con il secondo nome puntato.
Ha recitato in oltre cento film dal 1937 al 1979 ed è apparso in oltre 130 produzioni televisive dal 1950 al 1978.

## Biografia
Larry J. Blake nacque nel distretto di Brooklyn a New York City, il 24 aprile 1914.
Proveniente dal mondo del teatro, fece il suo debutto sul grande schermo nel 1937 nel film Secret Agent X-9 nel ruolo dell'agente dell'FBI Wheeler  e in televisione nell'episodio Outlaw's Revenge della serie televisiva Il cavaliere solitario, andato in onda il 5 ottobre 1950, nel ruolo di  Trigger Taylor. Interpretò poi il ruolo di  Frank in 14 episodi della serie televisiva The Pride of the Family dal 1953 al 1954, del carceriere in 11 episodi della serie Yancy Derringer dal 1958 al 1959, di  Tom Parnell in 4 episodi della serie Saints and Sinners dal 1962 al 1963, e numerosi altri personaggi in moltissimi episodi di serie televisive dagli anni 50 agli anni 70.
La sua ultima apparizione sul piccolo schermo avvenne nell'episodio Sighting 4008: The Desert Springs Incident della serie televisiva Project UFO, andato in onda il 23 aprile 1978 mentre per il grande schermo l'ultima interpretazione risale al film di fantascienza L'uomo venuto dall'impossibile del 1979 in cui interpreta una guardia.
Morì a Los Angeles, in California, il 25 maggio 1982 e fu seppellito al San Fernando Mission Cemetery di Mission Hills. È il padre del truccatore Michael F. Blake.

## Filmografia

### Cinema
- Secret Agent X-9 (1937)
- The Road Back, regia di James Whale (1937)
- Il segreto del giurato (The Jury's Secret) (1938)
- Pattuglia eroica (State Police) (1938)
- The Nurse from Brooklyn (1938)
- I diavoli dei mari del sud (Air Devils) (1938)
- L'isola del paradiso (Sinners in Paradise) (1938)
- Young Fugitives (1938)
- Trouble at Midnight (1938)
- They Made Her a Spy (1939)
- Sudden Money (1939)
- Two Thoroughbreds (1939)
- Hellzapoppin in Grecia (The Boys from Syracuse) (1940)
- Maisie Goes to Reno (1944)
- Behind Green Lights (1946)
- The Undercover Woman (1946)
- Deadline for Murder (1946)
- Strange Journey (1946)
- La magnifica bambola (Magnificent Doll) (1946)
- Charlie Chan in trappola (The Trap) (1946)
- La morte è discesa a Hiroshima (The Beginning or the End) (1947)
- Backlash (1947)
- Una donna distrusse (Smash-Up: The Story of a Woman) (1947)
- Second Chance (1947)
- Chiamate Nord 777 (Call Northside 777) (1948)
- L'inseguita (The Hunted) (1948)
- French Leave, regia di Frank McDonald (1948)
- Le forze del male (Force of Evil) (1948)
- La donna ombra (The Lucky Stiff) (1949)
- Viale Flamingo (Flamingo Road) (1949)
- Tu partirai con me (Holiday Affair) (1949)
- The Blonde Bandit (1950)
- Destination Big House (1950)
- Non ci sarà domani (Kiss Tomorrow Goodbye) (1950)
- Viale del tramonto (Sunset Blvd.) (1950)
- One Too Many (1950)
- In Old Amarillo (1951)
- Tortura (Inside the Walls of Folsom Prison) (1951)
- Secrets of Beauty (1951)
- L'uomo di ferro (Iron Man) (1951)
- Il gatto milionario (Rhubarb) (1951)
- Vivere insieme (The Marrying Kind) (1952)
- The Winning Team (1952)
- Mezzogiorno di fuoco (High Noon) (1952)
- The Story of Will Rogers (1952)
- Quattro morti irrequieti (Stop, You're Killing Me) (1952)
- Seduzione mortale (Angel Face) (1953)
- La divisa piace alle signore (Never Wave at a WAC) (1953)
- Gardenia blu (The Blue Gardenia) (1953)
- I pirati della metropoli (The System) (1953)
- La porta del mistero (Remains to Be Seen) (1953)
- Cruisin' Down the River (1953)
- L'inferno di Yuma (Devil's Canyon) (1953)
- Il grande incontro (Champ for a Day) (1953)
- La città dei fuorilegge (City of Bad Men) (1953)
- The Great Diamond Robbery, regia di Robert Z. Leonard (1954)
- Sette spose per sette fratelli (Seven Brides for Seven Brothers) (1954)
- So You Want to Know Your Relatives (1954)
- Dial Red O (1955)
- Il figlio di Sinbad (Son of Sinbad) (1955)
- Banditi atomici (Creature with the Atom Brain) (1955)
- La freccia sulla croce (The Twinkle in God's Eye) (1955)
- Tutto finì alle sei (I Died a Thousand Times) (1955)
- La bestia (Teen-Age Crime Wave) (1955)
- Piangerò domani (I'll Cry Tomorrow) (1955)
- La città corrotta (Inside Detroit) (1956)
- Quando la città dorme (While the City Sleeps) (1956)
- La Terra contro i dischi volanti (Earth vs. the Flying Saucers) (1956)
- Il mostro della California (The Werewolf) (1956)
- Furia omicida (The Man Is Armed) (1956)
- Autostop (You Can't Run Away from It) (1956)
- Sindacato del porto (Rumble on the Docks) (1956)
- Badlands of Montana (1957)
- Giacomo il bello (Beau James) (1957)
- Beginning of the End (1957)
- Un solo grande amore (Jeanne Eagels) (1957)
- La banda degli angeli (Band of Angels) (1957)
- L'uomo dai mille volti (Man of a Thousand Faces), regia di Joseph Pevney (1957)
- La folle evasione (Escape from San Quentin) (1957)
- Outcasts of the City (1958)
- Furia d'amare (Too Much, Too Soon) (1958)
- La città nella paura (City of Fear) (1959)
- Geremia, cane e spia (The Shaggy Dog) (1959)
- Chi era quella signora? (Who Was That Lady?) (1960)
- Il figlio di Giuda (Elmer Gantry) (1960)
- L'erede di Al Capone (Portrait of a Mobster) (1961)
- Donne, v'insegno come si seduce un uomo (Sex and the Single Girl) (1964)
- Jean Harlow, la donna che non sapeva amare (Harlow) (1965)
- Quello strano sentimento (That Funny Feeling) (1965)
- F.B.I. - Operazione gatto (That Darn Cat!) (1965)
- Rancho Bravo (The Rare Breed) (1966)
- La ragazza yè yè (The Swinger) (1966)
- L'uomo che uccise il suo carnefice (A Covenant with Death) (1967)
- Un maggiordomo nel Far West (The Adventures of Bullwhip Griffin) (1967)
- Otto in fuga (Eight on the Lam) (1967)
- The One and Only, Genuine, Original Family Band (1968)
- Impiccalo più in alto (Hang 'Em High) (1968)
- Che cosa hai fatto quando siamo rimasti al buio? (Where Were You When the Lights Went Out?) (1968)
- Un Maggiolino tutto matto (The Love Bug) (1968)
- Jerryssimo! (Hook, Line and Sinker) (1969)
- Uno spaccone chiamato Hark (One More Train to Rob) (1971)
- Agente 007 - Una cascata di diamanti (Diamonds Are Forever) (1971)
- Le sorelline (Bonnie's Kids) (1973)
- L'assassino di pietra (The Stone Killer), regia di Michael Winner (1973)
- Herbie il Maggiolino sempre più matto (Herbie Rides Again) (1974)
- L'uomo più forte del mondo (The Strongest Man in the World) (1975)
- Generazione Proteus (Demon Seed) (1977)
- L'uomo venuto dall'impossibile (Time After Time) (1979)

### Televisione
- Stars Over Hollywood – serie TV, un episodio (1951)
- Squadra mobile (Racket Squad) – serie TV, un episodio (1952)
- Chevron Theatre – serie TV, un episodio (1952)
- Missione pericolosa (Dangerous Assignment) – serie TV, 3 episodi (1952)
- Gang Busters – serie TV, un episodio (1952)
- Mark Saber – serie TV, un episodio (1952)
- I'm the Law – serie TV, un episodio (1953)
- Mr. & Mrs. North – serie TV, 2 episodi (1953)
- Adventures of Superman – serie TV, 2 episodi (1952-1953)
- Four Star Playhouse – serie TV, 2 episodi (1953-1954)
- The Pride of the Family – serie TV, 14 episodi (1953-1954)
- The Colgate Comedy Hour – serie TV, un episodio (1954)
- The Amos 'n Andy Show – serie TV, un episodio (1955)
- The Man Behind the Badge – serie TV, un episodio (1955)
- So This Is Hollywood – serie TV, un episodio (1955)
- The Millionaire – serie TV, un episodio (1955)
- Topper – serie TV, episodio 2x32 (1955)
- Professional Father – serie TV, un episodio (1955)
- Il cavaliere solitario (The Lone Ranger) – serie TV, 5 episodi (1950-1955)
- Damon Runyon Theater – serie TV, episodio 1x15 (1955)
- Letter to Loretta – serie TV, 2 episodi (1955)
- You Are There – serie TV, un episodio (1955)
- Celebrity Playhouse – serie TV, episodi 1x21-1x39 (1956)
- TV Reader's Digest – serie TV, episodi 2x20-2x39 (1956)
- Cavalcade of America – serie TV, 2 episodi (1956)
- The 20th Century-Fox Hour – serie TV, episodio 2x17 (1957)
- Hey, Jeannie! – serie TV, un episodio (1957)
- Lux Video Theatre – serie TV, 3 episodi (1955-1957)
- Date with the Angels – serie TV, un episodio (1957)
- Code 3 – serie TV, 3 episodi (1957)
- Harbor Command – serie TV, episodio 1x04 (1957)
- December Bride – serie TV, un episodio (1958)
- State Trooper – serie TV, un episodio (1958)
- Broken Arrow – serie TV, 2 episodi (1956-1958)
- Dragnet – serie TV, un episodio (1958)
- Il sergente Preston (Sergeant Preston of the Yukon) – serie TV, un episodio (1958)
- The Restless Gun – serie TV, episodio 1x23 (1958)
- Meet McGraw – serie TV, 2 episodi (1957-1958)
- Panico (Panic!) – serie TV, episodio 2x05 (1958)
- Mike Hammer – serie TV, un episodio (1958)
- Tales of Wells Fargo – serie TV, un episodio (1958)
- Flight – serie TV, episodio 1x25 (1958)
- Indirizzo permanente (77 Sunset Strip) – serie TV, un episodio (1958)
- Le leggendarie imprese di Wyatt Earp (The Life and Legend of Wyatt Earp) – serie TV, 4 episodi (1956-1958)
- Lassie – serie TV, un episodio (1958)
- Shotgun Slade – serie TV, un episodio (1959)
- Cimarron City – serie TV, episodio 1x14 (1959)
- Yancy Derringer – serie TV, 11 episodi (1958-1959)
- Have Gun - Will Travel – serie TV, 2 episodi (1959)
- Gli uomini della prateria (Rawhide) – serie TV, episodio 1x21 (1959)
- The Real McCoys – serie TV, un episodio (1959)
- The Dennis O'Keefe Show – serie TV, un episodio (1959)
- Dennis the Menace – serie TV, un episodio (1959)
- This Man Dawson – serie TV, episodio 1x25 (1960)
- Johnny Midnight – serie TV, un episodio (1960)
- Sugarfoot – serie TV, episodio 3x10 (1960)
- Man with a Camera – serie TV, un episodio (1960)
- Il tenente Ballinger (M Squad) – serie TV, 2 episodi (1958-1960)
- Mr. Lucky – serie TV, episodio 1x22 (1960)
- Colt .45 – serie TV, un episodio (1960)
- La valle dell'oro (Klondike) – serie TV, episodio 1x02 (1960)
- Ai confini della realtà (The Twilight Zone) – serie TV, un episodio (1960)
- Coronado 9 – serie TV, 2 episodi (1960-1961)
- Hot Off the Wire – serie TV, 2 episodi (1961)
- Peter Gunn – serie TV, episodi 2x16-3x24 (1960-1961)
- Lock Up – serie TV, episodio 2x29 (1961)
- Harrigan and Son – serie TV, un episodio (1961)
- The Case of the Dangerous Robin – serie TV, un episodio (1961)
- Holiday Lodge – serie TV, un episodio (1961)
- Bronco – serie TV, un episodio (1961)
- General Electric Theater – serie TV, 4 episodi (1953-1961)
- The Joey Bishop Show – serie TV, un episodio (1962)
- Frontier Circus – serie TV, un episodio (1962)
- Scacco matto (Checkmate) – serie TV, episodio 2x14 (1962)
- Lawman – serie TV, 5 episodi (1959-1962)
- Hawaiian Eye – serie TV, episodio 3x22 (1962)
- Thriller – serie TV, episodio 2x26 (1962)
- The Jack Benny Program – serie TV, un episodio (1962)
- Surfside 6 – serie TV, episodi 2x03-2x36 (1961-1962)
- Alcoa Premiere – serie TV, un episodio (1962)
- Il carissimo Billy (Leave It to Beaver) – serie TV, un episodio (1962)
- The Wide Country – serie TV, episodio 1x05 (1962)
- Hazel – serie TV, 2 episodi (1961-1963)
- Saints and Sinners – serie TV, 4 episodi (1962-1963)
- The Dick Powell Show – serie TV, 5 episodi (1961-1963)
- Going My Way – serie TV, episodio 1x28 (1963)
- Sotto accusa (Arrest and Trial) – serie TV, episodio 1x02 (1963)
- Carovane verso il west (Wagon Train) – serie TV, 5 episodi (1957-1963)
- The Bill Dana Show – serie TV, un episodio (1963)
- Make Room for Daddy – serie TV, 2 episodi (1957-1963)
- Polvere di stelle (Bob Hope Presents the Chrysler Theatre) – serie TV, un episodio (1963)
- La grande avventura (The Great Adventure) – serie TV, episodio 1x12 (1964)
- La legge di Burke (Burke's Law) – serie TV, episodio 1x26 (1964)
- I mostri (The Munsters) – serie TV, un episodio (1964)
- Gunsmoke – serie TV, 6 episodi (1956-1964)
- Daniel Boone – serie TV, un episodio (1964)
- Perry Mason – serie TV, 3 episodi (1958-1964)
- The Dick Van Dyke Show – serie TV, un episodio (1965)
- Vacation Playhouse – serie TV, un episodio (1965)
- The Lucy Show – serie TV, un episodio (1966)
- Mamma a quattro ruote (My Mother the Car) – serie TV, 2 episodi (1965-1966)
- Il ladro (T.H.E. Cat) – serie TV, un episodio (1966)
- La grande vallata (The Big Valley) – serie TV, 2 episodi (1966-1967)
- Il fuggiasco (The Fugitive) – serie TV, 2 episodi (1964-1967)
- Gomer Pyle: USMC – serie TV, un episodio (1967)
- Missione impossibile (Mission: Impossible) – serie TV, un episodio (1967)
- The Beverly Hillbillies – serie TV, un episodio (1967)
- The Second Hundred Years – serie TV, un episodio (1967)
- Io e i miei tre figli (My Three Sons) – serie TV, episodio 8x24 (1968)
- Tre nipoti e un maggiordomo (Family Affair) – serie TV, episodio 4x11 (1969)
- F.B.I. (The F.B.I.) – serie TV, 3 episodi (1966-1970)
- L'immortale (The Immortal) – serie TV, un episodio (1970)
- Il virginiano (The Virginian) – serie TV, 5 episodi (1962-1970)
- Adam-12 – serie TV, 3 episodi (1970)
- Mistero in galleria (Night Gallery) – serie TV, un episodio (1971)
- A tutte le auto della polizia (The Rookies) – serie TV, un episodio (1972)
- Sanford and Son – serie TV, un episodio (1972)
- Alvin the Magnificent – film TV (1973)
- Marcus Welby (Marcus Welby, M.D.) – serie TV, 4 episodi (1969-1973)
- Ghost Story – serie TV, un episodio (1973)
- The Whiz Kid and the Mystery at Riverton – film TV (1974)
- Disneyland – serie TV, 3 episodi (1961-1974)
- Here's Lucy – serie TV, 7 episodi (1969-1974)
- Cannon – serie TV, un episodio (1974)
- Kung Fu – serie TV, 2 episodi (1973-1974)
- Ironside – serie TV, 2 episodi (1967-1974)
- Search for the Gods – film TV (1975)
- McMillan e signora (McMillan & Wife) – serie TV, un episodio (1975)
- La casa nella prateria (Little House on the Prairie) – serie TV, un episodio (1976)
- Washington: Behind Closed Doors – miniserie TV (1977)
- Il tenente Kojak (Kojak) – serie TV, un episodio (1977)
- Una famiglia americana (The Waltons) – serie TV, un episodio (1978)
- Project UFO – serie TV, un episodio (1978)